# پراویدنس استیمرولرز در فصل ۴۷–۱۹۴۶
پراویدنس استیمرولرز فصل ۴۷–۱۹۴۶ نخستین فصل حضور پراویدنس استیمرولرز در لیگ بی‌ای‌ای می‌باشد.

## فصل عادی

### جدول رده‌بندی
| # | بخش شرق             | بخش شرق | بخش شرق | بخش شرق  | بخش شرق       |
| # | تیم                 | برد     | باخت    | درصد برد | بازی‌های پشت‌سر |
| - | ------------------- | ------- | ------- | -------- | ------------- |
| ۱ | x-واشینگتن کاپیتالز | ۴۹      | ۱۱      | ۰٫۸۱۷    | –             |
| ۲ | x-فیلادلفیا واریرز  | ۳۵      | ۲۵      | ۰٫۵۸۳    | ۱۴            |
| ۳ | x-نیویورک نیکس      | ۳۳      | ۲۷      | ۰٫۵۵۰    | ۱۶            |
| ۴ | پراویدنس استیمرولرز | ۲۸      | ۳۲      | ۰٫۴۶۷    | ۲۱            |
| ۵ | بوستون سلتیکس       | ۲۲      | ۳۸      | ۰٫۳۶۷    | ۲۷            |
| ۶ | تورنتو هاسکیس       | ۲۲      | ۳۸      | ۰٫۳۶۷    | ۲۷            |

### رکورد برابر رقیبان
| رکوردهای بی‌ای‌ای ۴۷–۱۹۴۶ | رکوردهای بی‌ای‌ای ۴۷–۱۹۴۶ | رکوردهای بی‌ای‌ای ۴۷–۱۹۴۶ | رکوردهای بی‌ای‌ای ۴۷–۱۹۴۶ | رکوردهای بی‌ای‌ای ۴۷–۱۹۴۶ | رکوردهای بی‌ای‌ای ۴۷–۱۹۴۶ | رکوردهای بی‌ای‌ای ۴۷–۱۹۴۶ | رکوردهای بی‌ای‌ای ۴۷–۱۹۴۶ | رکوردهای بی‌ای‌ای ۴۷–۱۹۴۶ | رکوردهای بی‌ای‌ای ۴۷–۱۹۴۶ | رکوردهای بی‌ای‌ای ۴۷–۱۹۴۶ | رکوردهای بی‌ای‌ای ۴۷–۱۹۴۶ |
| تیم                     | BOS                     | CHI                     | CLE                     | DET                     | NYK                     | PHI                     | PIT                     | PRO                     | STL                     | TOR                     | WAS                     |
| ----------------------- | ----------------------- | ----------------------- | ----------------------- | ----------------------- | ----------------------- | ----------------------- | ----------------------- | ----------------------- | ----------------------- | ----------------------- | ----------------------- |
| بوستون سلتیکس           | —                       | ۰–۶                     | ۲–۴                     | ۳–۳                     | ۴–۲                     | ۱–۵                     | ۵–۱                     | ۱–۵                     | ۱–۵                     | ۴–۲                     | ۱–۵                     |
| شیکاگو استگز            | ۶–۰                     | —                       | ۵–۱                     | ۳–۳                     | ۳–۳                     | ۵–۱                     | ۶–۰                     | ۳–۳                     | ۳–۴                     | ۴–۲                     | ۱–۵                     |
| کلیولند ریبلز           | ۴–۲                     | ۱–۵                     | —                       | ۴–۲                     | ۴–۲                     | ۳–۳                     | ۴–۲                     | ۲–۴                     | ۱–۵                     | ۶–۰                     | ۱–۵                     |
| دیترویت فالکونز         | ۳–۳                     | ۳–۳                     | ۲–۴                     | —                       | ۱–۵                     | ۲–۴                     | ۳–۳                     | ۲–۴                     | ۰–۶                     | ۳–۳                     | ۱–۵                     |
| نیویورک نیکس            | ۲–۴                     | ۳–۳                     | ۲–۴                     | ۵–۱                     | —                       | ۲–۴                     | ۶–۰                     | ۴–۲                     | ۴–۲                     | ۳–۳                     | ۲–۴                     |
| فیلادلفیا واریرز        | ۵–۱                     | ۱–۵                     | ۳–۳                     | ۴–۲                     | ۴–۲                     | —                       | ۵–۱                     | ۴–۲                     | ۳–۳                     | ۵–۱                     | ۱–۵                     |
| پیتسبورگ آیرونمن        | ۱–۵                     | ۰–۶                     | ۲–۴                     | ۳–۳                     | ۰–۶                     | ۱–۵                     | —                       | ۳–۳                     | ۱–۵                     | ۳–۳                     | ۱–۵                     |
| پراویدنس استیمرولرز     | ۵–۱                     | ۳–۳                     | ۴–۲                     | ۴–۲                     | ۲–۴                     | ۲–۴                     | ۳–۳                     | —                       | ۲–۴                     | ۳–۳                     | ۰–۶                     |
| سنت لوئیس بامبرز        | ۵–۱                     | ۴–۳                     | ۵–۱                     | ۶–۰                     | ۲–۴                     | ۳–۳                     | ۵–۱                     | ۴–۲                     | —                       | ۲–۴                     | ۲–۴                     |
| تورنتو هاسکیس           | ۲–۴                     | ۲–۴                     | ۰–۶                     | ۳–۳                     | ۳–۳                     | ۱–۵                     | ۳–۳                     | ۳–۳                     | ۴–۲                     | —                       | ۱–۵                     |
| واشینگتن کاپیتالز       | ۵–۱                     | ۵–۱                     | ۵–۱                     | ۵–۱                     | ۴–۲                     | ۵–۱                     | ۵–۱                     | ۶–۰                     | ۴–۲                     | ۵–۱                     | —                       |

### کارنامه بازی
| #  | تاریخ     | هماورد      | نتیجه              | بیشترین امتیازات         | رکورد |
| ۱  | نوامبر ۲  | بوستون      | ۵۹–۵۳              | Dino Martin (۱۸)         | ۱–۰   |
| ۲  | نوامبر ۷  | شیکاگو      | ۷۳–۶۵              | Earl Shannon (۱۹)        | ۲–۰   |
| ۳  | نوامبر ۹  | پیتسبورگ    | ۷۶–۶۶              | Ernie Calverley (۱۸)     | ۳–۰   |
| ۴  | نوامبر ۱۱ | @ پیتسبورگ  | ۷۱–۸۴              | George Mearns (۱۸)       | ۳–۱   |
| ۵  | نوامبر ۱۳ | @ دیترویت   | ۷۰–۶۸              | Dino Martin (۲۰)         | ۴–۱   |
| ۶  | نوامبر ۱۵ | @ تورنتو    | ۶۸–۸۵              | Dino Martin (۱۴)         | ۴–۲   |
| ۷  | نوامبر ۱۶ | دیترویت     | ۵۹–۷۰              | Ernie Calverley (۲۳)     | ۴–۳   |
| ۸  | نوامبر ۲۱ | واشینگتن    | ۵۸–۶۶              | George Mearns (۱۶)       | ۴–۴   |
| ۹  | نوامبر ۲۳ | سنت لوئیس   | ۵۹–۶۵              | Earl Shannon (۱۹)        | ۴–۵   |
| ۱۰ | نوامبر ۲۵ | @ بوستون    | ۷۱–۵۹              | Dino Martin (۲۳)         | ۵–۵   |
| ۱۱ | نوامبر ۲۸ | نیویورک     | ۵۸–۶۰              | Earl Shannon (۲۰)        | ۵–۶   |
| ۱۲ | نوامبر ۳۰ | تورنتو      | ۷۹–۶۵              | Earl Shannon (۲۲)        | ۶–۶   |
| ۱۳ | دسامبر ۳  | @ فیلادلفیا | ۶۸–۷۶              | Earl Shannon (۱۸)        | ۶–۷   |
| ۱۴ | دسامبر ۴  | @ واشینگتن  | ۶۲–۸۰              | Hank Beenders (۲۴)       | ۶–۸   |
| ۱۵ | دسامبر ۷  | تورنتو      | ۵۹–۶۸              | Beenders, Calverley (۱۳) | ۶–۹   |
| ۱۶ | دسامبر ۱۱ | @ نیویورک   | ۶۸–۸۳              | Dino Martin (۲۲)         | ۶–۱۰  |
| ۱۷ | دسامبر ۱۴ | دیترویت     | ۸۱–۶۶              | Dino Martin (۱۹)         | ۷–۱۰  |
| ۱۸ | دسامبر ۱۹ | شیکاگو      | ۸۱–۷۷              | Earl Shannon (۲۱)        | ۸–۱۰  |
| ۱۹ | دسامبر ۲۱ | نیویورک     | ۶۳–۶۱              | Pop Goodwin (۱۶)         | ۹–۱۰  |
| ۲۰ | دسامبر ۲۶ | واشینگتن    | ۶۶–۷۸              | Hank Beenders (۱۶)       | ۹–۱۱  |
| ۲۱ | دسامبر ۲۸ | بوستون      | ۸۰–۶۸              | Dino Martin (۲۲)         | ۱۰–۱۱ |
| ۲۲ | ژانویه ۲  | @ فیلادلفیا | ۷۲–۸۴              | Hank Beenders (۱۹)       | ۱۰–۱۲ |
| ۲۳ | ژانویه ۴  | فیلادلفیا   | ۷۸–۷۴              | Ernie Calverley (۱۷)     | ۱۱–۱۲ |
| ۲۴ | ژانویه ۸  | @ واشینگتن  | ۶۹–۷۷              | Beenders, Martin (۱۵)    | ۱۱–۱۳ |
| ۲۵ | ژانویه ۹  | کلیولند     | ۹۱–۶۸              | Dino Martin (۴۰)         | ۱۲–۱۳ |
| ۲۶ | ژانویه ۱۱ | بوستون      | ۷۲–۷۳              | Earl Shannon (۲۱)        | ۱۲–۱۴ |
| ۲۷ | ژانویه ۱۴ | @ کلیولند   | ۷۸–۷۴              | Ernie Calverley (۲۳)     | ۱۳–۱۴ |
| ۲۸ | ژانویه ۱۵ | @ پیتسبورگ  | ۵۳–۶۵              | Hank Beenders (۱۵)       | ۱۳–۱۵ |
| ۲۹ | ژانویه ۱۹ | @ سنت لوئیس | ۵۳–۶۹              | Hank Beenders (۲۰)       | ۱۳–۱۶ |
| ۳۰ | ژانویه ۲۳ | @ شیکاگو    | ۷۶–۹۷              | Ernie Calverley (۲۴)     | ۱۳–۱۷ |
| ۳۱ | ژانویه ۲۴ | @ تورنتو    | ۹۶–۹۳              | Ernie Calverley (۲۹)     | ۱۴–۱۷ |
| ۳۲ | ژانویه ۲۷ | @ پیتسبورگ  | ۶۳–۷۱              | Earl Shannon (۱۷)        | ۱۴–۱۸ |
| ۳۳ | ژانویه ۲۹ | @ دیترویت   | ۸۳–۷۳              | Dino Martin (۲۶)         | ۱۵–۱۸ |
| ۳۴ | ژانویه ۳۰ | @ سنت لوئیس | ۸۲–۷۰              | Dino Martin (۲۳)         | ۱۶–۱۸ |
| ۳۵ | فوریه ۱   | پیتسبورگ    | ۸۹–۷۳              | Earl Shannon (۲۸)        | ۱۷–۱۸ |
| ۳۶ | فوریه ۴   | @ فیلادلفیا | ۶۸–۷۵              | Hank Rosenstein (۲۵)     | ۱۷–۱۹ |
| ۳۷ | فوریه ۶   | سنت لوئیس   | ۶۵–۷۳              | Earl Shannon (۱۸)        | ۱۷–۲۰ |
| ۳۸ | فوریه ۸   | فیلادلفیا   | ۶۷–۵۸              | Ernie Calverley (۲۰)     | ۱۸–۲۰ |
| ۳۹ | فوریه ۱۱  | @ کلیولند   | ۷۶–۸۵              | Beenders, Martin (۱۸)    | ۱۸–۲۱ |
| ۴۰ | فوریه ۱۲  | @ دیترویت   | ۶۴–۸۴              | Ernie Calverley (۲۰)     | ۱۸–۲۲ |
| ۴۱ | فوریه ۱۳  | @ شیکاگو    | ۷۹–۸۱              | Ernie Calverley (۲۰)     | ۱۸–۲۳ |
| ۴۲ | فوریه ۱۵  | پیتسبورگ    | ۸۲–۷۲              | Ernie Calverley (۳۱)     | ۱۹–۲۳ |
| ۴۳ | فوریه ۱۹  | @ نیویورک   | ۶۹–۶۲              | Earl Shannon (۲۱)        | ۲۰–۲۳ |
| ۴۴ | فوریه ۲۰  | واشینگتن    | ۷۴–۸۲              | Dino Martin (۲۵)         | ۲۰–۲۴ |
| ۴۵ | فوریه ۲۲  | کلیولند پ   | ۸۵–۷۷              | Ernie Calverley (۲۱)     | ۲۱–۲۴ |
| ۴۶ | فوریه ۲۳  | @ بوستون    | ۶۷–۵۵              | Ernie Calverley (۱۸)     | ۲۲–۲۴ |
| ۴۷ | فوریه ۲۵  | @ تورنتو    | ۶۰–۸۳              | Ernie Calverley (۱۰)     | ۲۲–۲۵ |
| ۴۸ | فوریه ۲۷  | نیویورک     | ۶۵–۷۳              | Hank Beenders (۱۶)       | ۲۲–۲۶ |
| ۴۹ | مارس ۱    | دیترویت     | ۸۰–۷۴              | Ernie Calverley (۲۶)     | ۲۳–۲۶ |
| ۵۰ | مارس ۳    | @ سنت لوئیس | ۷۰–۷۱ (وقت اضافه)  | Dino Martin (۲۱)         | ۲۳–۲۷ |
| ۵۱ | مارس ۴    | @ کلیولند   | ۷۶–۸۲              | Hank Beenders (۲۲)       | ۲۳–۲۸ |
| ۵۲ | مارس ۸    | @ شیکاگو    | ۸۱–۱۰۷             | Ernie Calverley (۱۸)     | ۲۳–۲۹ |
| ۵۳ | مارس ۱۰   | @ بوستون    | ۸۷–۷۰              | Beenders, Calverley (۲۰) | ۲۴–۲۹ |
| ۵۴ | مارس ۱۳   | تورنتو      | ۷۱–۶۴              | Calverley, Shannon (۱۷)  | ۲۵–۲۹ |
| ۵۵ | مارس ۱۵   | سنت لوئیس   | ۶۰–۵۶              | Earl Shannon (۱۸)        | ۲۶–۲۹ |
| ۵۶ | مارس ۱۹   | @ واشینگتن  | ۹۵–۹۶ (وقت اضافه)  | Dino Martin (۲۲)         | ۲۶–۳۰ |
| ۵۷ | مارس ۲۰   | کلیولند     | ۷۶–۷۳              | Ernie Calverley (۲۹)     | ۲۷–۳۰ |
| ۵۸ | مارس ۲۲   | فیلادلفیا   | ۸۲–۱۰۳             | Ernie Calverley (۲۲)     | ۲۷–۳۱ |
| ۵۹ | مارس ۲۶   | @ نیویورک   | ۸۴–۹۱ (۲وقت اضافه) | Dino Martin (۲۴)         | ۲۷–۳۲ |
| ۶۰ | مارس ۲۹   | شیکاگو      | ۸۳–۷۹              | Hank Rosenstein (۲۴)     | ۲۸–۳۲ |

## نقل و انتقالات

### خریدها
| بازیکن          | تاریخ خریده شدن | تیم پیشین    |
| --------------- | --------------- | ------------ |
| جیک وبر         | ۲ دسامبر ۱۹۴۶   | نیویورک نیکس |
| Ralph Kaplowitz | ۲۶ ژانویه ۱۹۴۷  | نیویورک نیکس |